# Caterina Bon Brenzoni
Caterina Bon, sposata Brenzoni (Verona, 28 ottobre 1813 – Verona, 1º ottobre 1856), è stata una poetessa e scrittrice italiana.

## Biografia

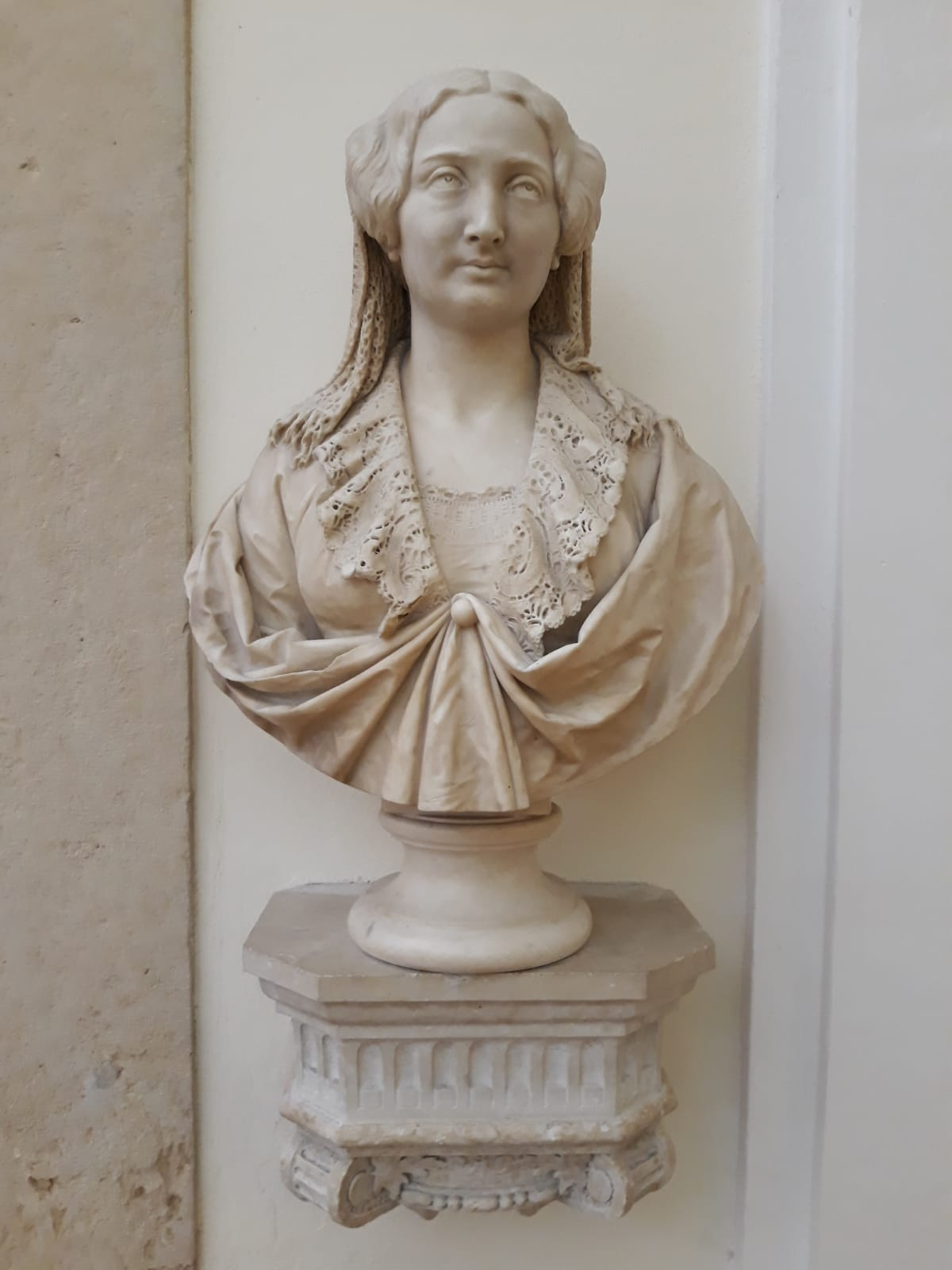
Il suo busto nella Protomoteca della Biblioteca civica di Verona

Caterina nacque a Verona, allora sotto il dominio napoleonico, dal conte Alberto Bon e dalla marchesa Marianna Spolverini. Quando il padre morì, Caterina aveva appena tre anni e ben presto la madre, severa e rigida, la mandò a studiare presso un convento di suore. Tornata dal convento, Caterina, che aveva dimostrato grandi capacità letterarie già in giovane età, venne affidata alle cure del religioso Padre Angelo Bianchi. All'età di diciotto anni sposò il conte Paolo Brenzoni, appartenente ad una famiglia della recente nobiltà e appassionato d'arte. Dopo essersi sposati nella chiesa di Sant'Eufemia, i giovani sposi si trasferirono in un palazzo del centro storico.
Il 31 marzo 1833 la coppia ebbe un figlio, Giuseppe, che morì il giorno dopo; Cesare Betteloni gli dedicò un'ode. Nel 1834 nacque un altro bimbo, Alberto, che visse appena due anni. Questi avvenimenti dolorosi non poterono che incidere negativamente sull'animo della contessa, che era per natura malinconica e schiva.
I dolori che si susseguirono in quegl'anni non impedirono a Caterina di trasformare la sua casa in un raffinato salotto letterario, meta degli intellettuali e dei nobili veronesi. Mantenuta dalla dote e dal lavoro del marito, che si occupava d'arte, Caterina poté dedicarsi completamente alla letteratura e alla poesia, sue grandi passioni. Nel suo circolo, dalla seconda metà dell'Ottocento, erano presenti personaggi come Giuseppe Zamboni, il conte Francesco Paolo Perez, Giovan Battista Carlo Giuliari e Cesare Betteloni. Amici della contessa erano i personaggi di maggior spicco della nobiltà cittadina. Nel 1845 il marito, di ritorno da un lungo viaggio, la trovò gravemente malata. Caterina fu sottoposta a cure intense e frequenti.
Nel 1856 morì nella sua città natale. Il marito provvide a stampare gli scritti della moglie.

## Opere
- A Maria Teresa Sérego Alighieri nel giorno delle sue nozze con Giovanni Gozzadini, Verona, Libanti, 1841
- I cieli. A M.rs Mary Somerville, Milano, Francesco Vallardi, 1853
- Dante e Beatrice, Pisa, Pieraccini, 1853
- Poesie, Firenze, Barbèra, Bianchi e C., 1857
- Giannetta di Montamiata, Firenze, Cellini e C., 1868